# Ortonormal

Fig.1 Exemple de vectors ortonormals

En àlgebra lineal, dos vectors en un espai vectorial són ortonormals si són ortogonals (el seu producte escalar és 0) i ambdós són unitaris, és a dir, el seu mòdul és 1.
Un conjunt de vectors que és ortonormal de dos en dos (cada parell de vectors és ortonormal) s'anomena conjunt ortonormal. Una base formada per un conjunt ortonormal s'anomena una base ortonormal.
Per exemple, la base canònica de l'espai euclidià {i,j,k} és ortonormal, peque i·j = 0, j·k = 0, k·i = 0 i cadascun d'ells és un vector unitari.
Un conjunt de vectors es pot transformar en un conjunt ortonormal aplicant el procés de Gram–Schmidt, i normalitzant cada vector.